# The Bronx Bull
The Bronx Bull è un film del 2016 diretto da Martin Guigui, con protagonista William Forsythe nei panni di Jake LaMotta.
Il film è l'adattamento cinematografico del libro autobiografico Raging Bull II: Continuing the Story of Jake LaMotta scritto da Jake LaMotta con Chris Anderson e Sharon McGehee. Lo stesso LaMotta ha collaborato alla realizzazione della pellicola come consulente artistico.
Questo film è, di fatto, il sequel non autorizzato di Toro scatenato, perché narra le vicende sia precedenti che successive a quelle raccontate nel film del 1980 diretto da Martin Scorsese con Robert De Niro, vincitore del Premio Oscar come Miglior attore per questo ruolo, ad interpretare il pugile statunitense.

## Produzione
Il progetto entra in fase di produzione nell'ottobre 2009.

### Riprese
Le riprese del film iniziano il 4 giugno e terminano il 12 luglio del 2012 e si svolgono nello stato della California, tra Los Angeles, Santa Clarita e gli Universal Studios di Hollywood.
Il budget del film è stato di circa 7 milioni di dollari.

## Promozione
Il primo trailer del film viene diffuso il 26 giugno 2014.

## Distribuzione
La pellicola è stata distribuita nelle sale cinematografiche britanniche dal 13 giugno 2016.

## Casi legali
L'annuncio dell'arrivo del sequel, intitolato inizialmente Raging Bull 2 (Toro scatenato 2) e patrocinato dallo stesso LaMotta, non viene ben accolto dalla Metro-Goldwyn-Mayer, produttrice del film originale e detentrice dei diritti cinematografici sulla vita dell'ex pugile, che intentata causa alla casa di produzione indipendente Sunset Pictures. Il contratto firmato da LaMotta con la MGM nel 1976 prevede la possibilità di veto da parte della casa di produzione nel caso in cui il pugile avesse dato il via libera ad un sequel. Dopo vari mesi si è giunti ad un accordo che blocca la causa tra le due case: la Sunset Pictures cambia il titolo della pellicola in The Bronx Bull, soprannome dello stesso LaMotta quando era in attività, e si garantisce la totale assenza di associazione tra i due film. Viene inoltre diramato un comunicato stampa congiunto delle due case di produzione in cui viene spiegato che "il film non sarà in alcun modo collegato alla pellicola del 1980 intitolata Toro Scatenato, e la MGM non sarà associata in alcun modo con il progetto".